# Video Watchdog
Video Watchdog, amerikansk filmtidning med inriktning på skräck, fantasy och science fiction. Drivs av redaktören Tim Lucas samt hans fru Donna, och har ofta bidrag av Stephen R. Bissette, Joe Dante och har "rehabiliterat" regissörer som Jess Franco, Jean Rollin och inte minst Mario Bava med artikelserier. Tidningen startades 1990 men redan 1985 använde Tim Lucas namnet The Video Watchdog i en kolumn i tidningen Video Times.
Tidningen innehåller ofta längre essäer om filmer, regissörer eller genrer som av en eller annan anledning inte hittat ut till bredare publik, eller försvunnit ur populärkulturen. Inga format diskrimineras av tidningen; VHS, Laserdisc, Video CD, DVD, D-VHS och de senaste HD-formaten täcks kontinuerligt in. Tidningen ges ut med 6 nummer per år och gick under 2006 över helt till färgtryck från att dessförinnan producerats bara delvis i färg. Mottot för tidningen är The Perfectionist's Guide to Fantastic Video, ungefär Perfektionistens guide till fantastisk film.
Tidningen har vunnit Rondopriset för bästa tidskrift 2002, 2003, 2004, 2005 och 2006 (samtliga år priset delats ut).[källa behövs]
Redaktören Tim Lucas anses vara en av de största auktoriteterna på den italienske regissören Mario Bava, om vilken han gett ut en biografi med titeln Mario Bava - All the Colors of the Dark som han skrivit på i över 20 år.
Regissören Martin Scorsese är prenumerant och har skrivit förordet till Mario Bava - All the Colors of the Dark.
I oktober 2016 annonserade Tim Lucas att Video Watchdog skulle komma att läggas ned. Detta på grund av ökade produktionskostnader i kombination med svikande lösnummerförsäljning. I juni 2017 kom det sista numret ut: "The farewell issue".

## Reguljära kolumnister och filmkritiker
John Bender, Stephen R. Bissette, Michael F. Blake, John Charles, Max Alan Collins, Bill Cooke, Shane M. Dallmann, David Del Valle, Darren Gross, Sheldon Inkol, Paul M. Jensen, Alan Jones, David Kalat, Bill Kelley, Mark Kermode, Tim Lucas, Gregory William Mank, Maitland McDonagh, Kim Newman, Gary Don Rhodes, David J. Schow, Richard Harland Smith, Brad Stevens, Nathaniel Thompson, Rebecca Umland, Sam Umland, Bill Warren, Tom Weaver och Bret Wood.

## Gästkolumnister och filmkritiker
Douglas E. Winters, Joe Dante och Ramsey Campbell.